# Krnji Grad
Krnji Grad (cyr. Крњи Град) – wieś w Serbii, w okręgu toplickim, w mieście Prokuplje. W 2011 roku liczyła 35 mieszkańców.